# Sphaeronella serolis
Sphaeronella serolis is een eenoogkreeftjessoort uit de familie van de Nicothoidae. De wetenschappelijke naam van de soort is voor het eerst geldig gepubliceerd in 1930 door Monod.